# Vol du ptérosaure

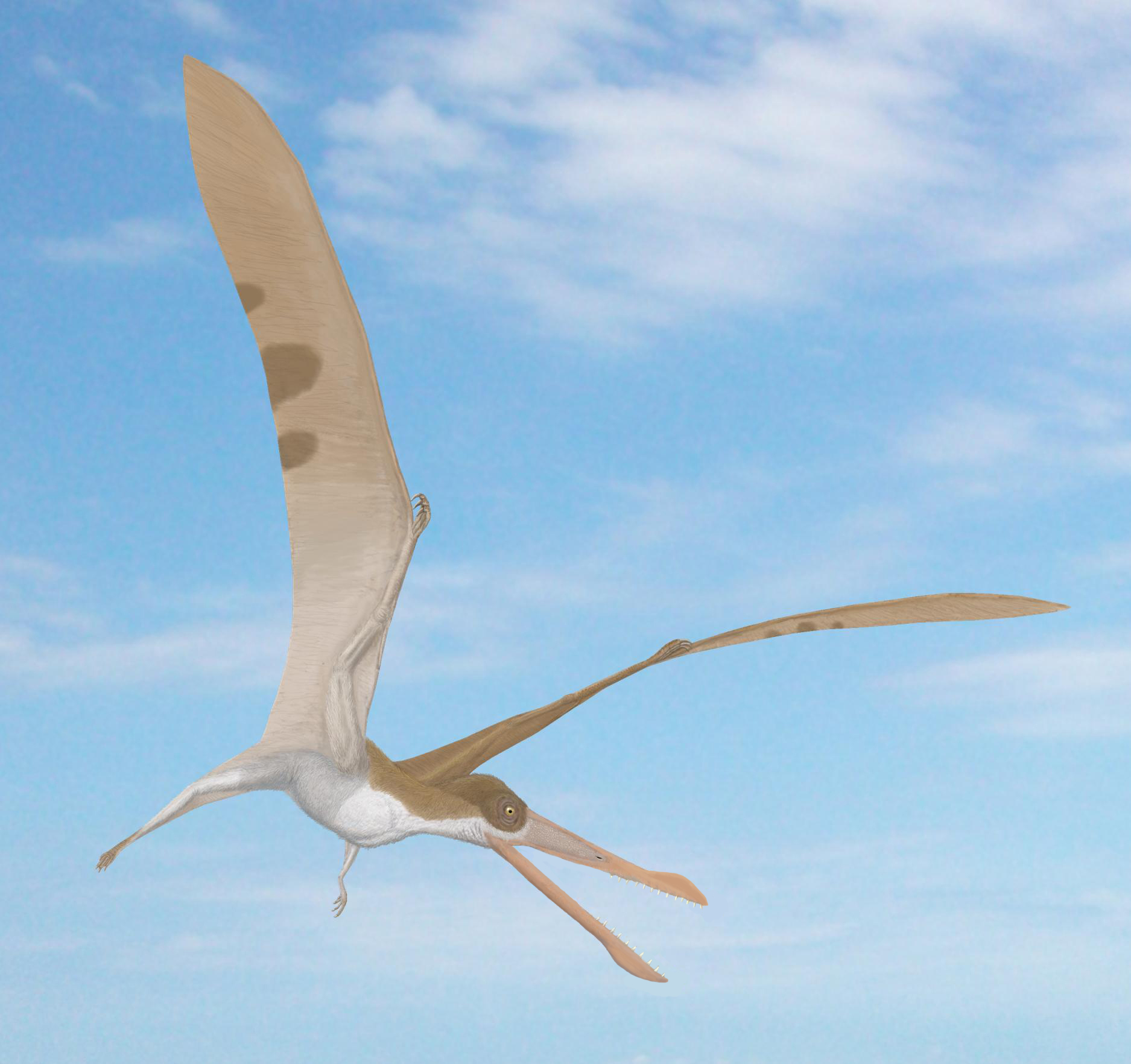
Cearadactylus

Les ptérosaures ont été les premiers vertébrés capables de voler,, et pour certains d'entre eux, ils sont les plus grands animaux volants qui aient jamais existé. Leur vol était actif et non pas seulement plané.
Les ptérosaures, communément appelés « reptiles volants » sont un clade de reptiles archosauriens préhistoriques étroitement liés aux dinosaures. Selon les espèces, ils occupaient plusieurs types d'environnements, aquatiques ou forestiers.

## Ptérosaures ayant la plus grande envergure

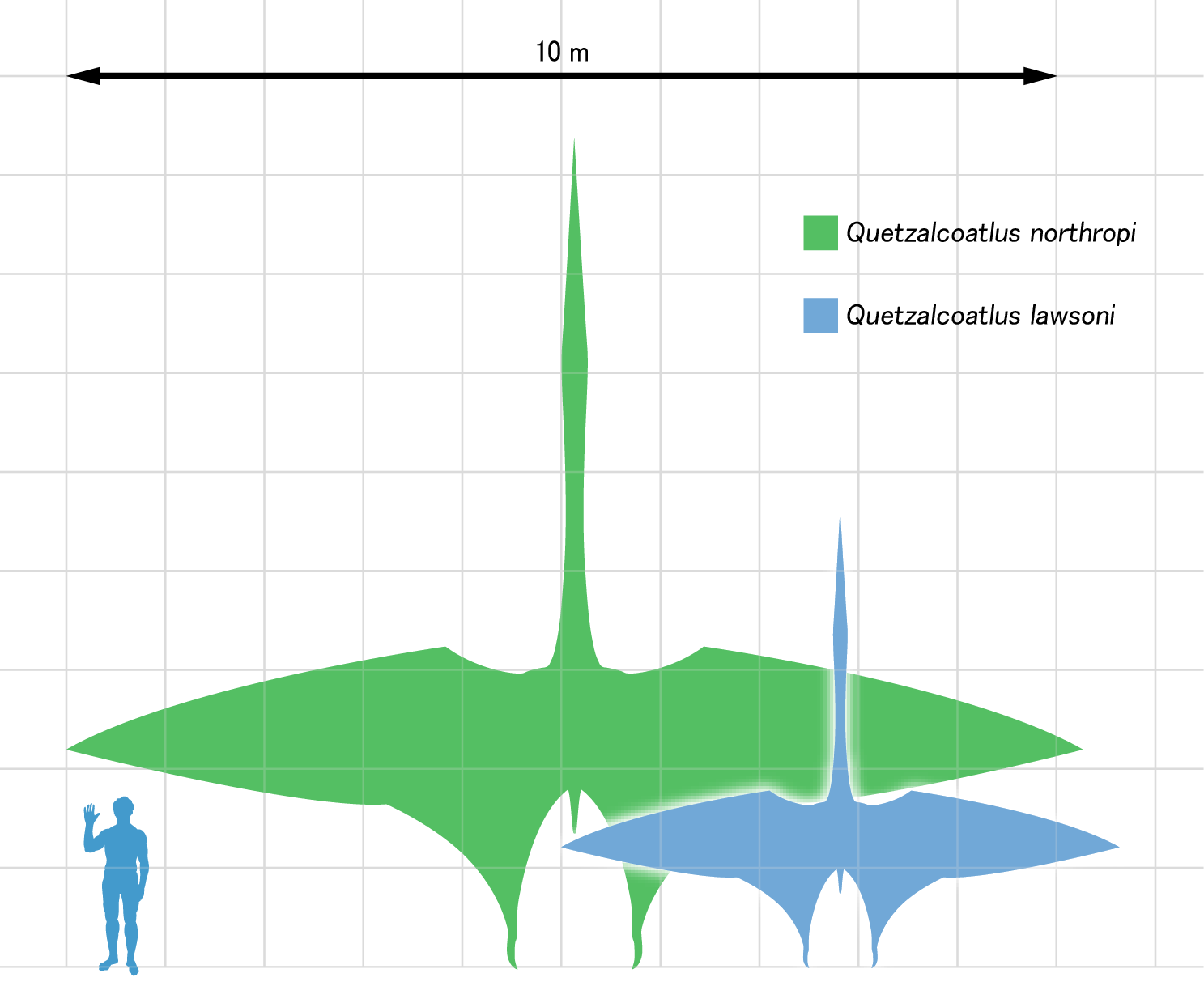
Comparaison de la taille de Q. northropi (vert), Q. sp (bleu) et d'un humain.

Voici une liste de ptérosaures dont l'envergure maximale estimée est supérieure à 5 mètres, sur une centaine d'espèces de ptérosaures identifiés en 2019 :

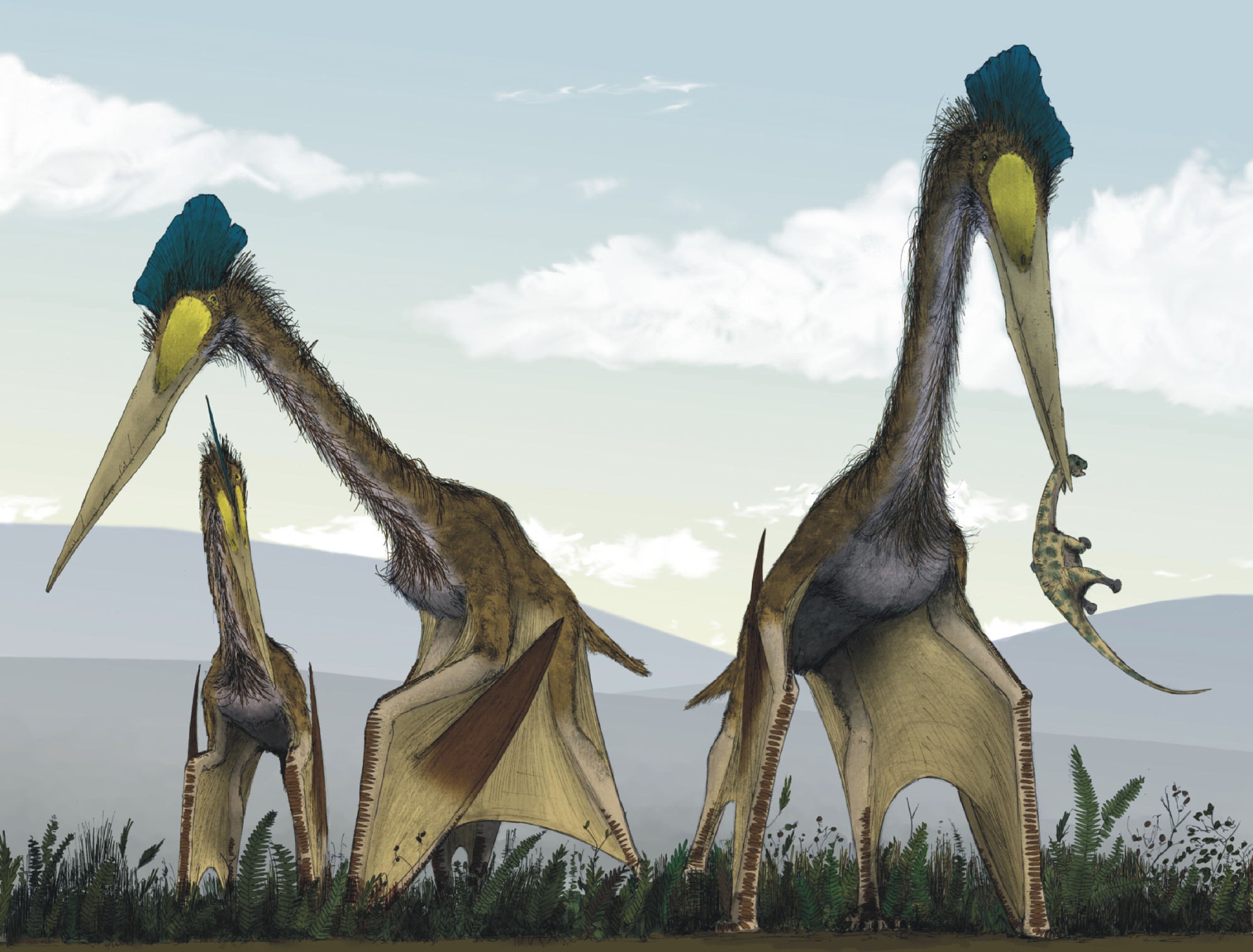
Reconstitution du Quetzalcoatlus northropi au sol (dans une prairie du Crétacé)

1. Quetzalcoatlus northropi 7–13 m    [3],[4] ; poids 250 kg[5]  (certaines estimations donnent une fourchette de 90 à 250 kg[6]) ; hauteur : 6 mètres lorsqu'il se tenait au sol[7]
2. Arambourgiania philadelphiae 10–11 m[8], poids 180–250 kg[9]
3. Hatzegopteryx thambema 10–11 m[10] ; ou 12 mètres[11] ; poids 100[7] à 220 kg[12]
4. Cryodrakon boreas 10 m, poids 250 kg[13]
5. Spécimen non décrit de Mongolie 10 m[14],[15]
6. Spécimen non décrit UNCUYO-LD 350 : 9.1 m[16]
7. Tropeognathus mesembrinus 8.2 m[17]
8. Geosternbergia maysei 7.25 m[18]
9. Coloborhynchus capito 7 m[19]
10. Moganopterus zhuiana 7 m[20]
11. Pteranodon longiceps 6.25 m
12. Tupuxuara longicristatus 6 m[21]
13. Santanadactylus araripensis 5.7 m[22]
14. Ornithocheirus simus 5,5 m[7]
15. Cearadactylus atrox 5.5 m
16. Caulkicephalus trimicrodon 5 m[23]
17. Istiodactylus latidens 5 m
18. Lacusovagus magnificens 5 m[24]
19. Liaoningopterus gui 5 m
20. Phosphatodraco mauritanicus 5 m
21. Anhanguera sp. 4.5 m[25]

Le plus petit ptérosaure connu est Nemicolopterus avec une envergure d'environ 25 cm. Cependant, le spécimen trouvé peut être un juvénile ou un subadulte, et les adultes peuvent être plus gros.

## Vol des grands ptérosaures

### La question de l'aptitude au vol
Certaines espèces de ptérosaures ont atteint de très grandes tailles, ce qui a des effets sur leur capacité de vol. Si de nombreux ptérosaures étaient petits, les plus grands avaient des envergures dépassant 9 mètres et leur poids pouvait atteindre 250 kg. À titre de comparaison, parmi les oiseaux vivants, l'albatros hurleur est celui qui a la plus grande envergure, de 3,5 mètres maximum, et son poids est généralement inférieur à 12 kg. Les plus grands ptérosaures ayant une charge alaire bien plus élevée que les oiseaux modernes, leur vol diffère de celui des oiseaux modernes.
Des facteurs tels que le climat plus chaud du Mésozoïque ou des niveaux plus élevés d'oxygène atmosphérique ont été évoqués, mais il est désormais généralement admis que même les plus grands ptérosaures auraient pu voler dans le ciel d'aujourd'hui

### Technique de décollage
La question du mode de décollage se pose pour les plus gros ptérosaures. En effet, en battant des ailes un grand ptérosaure risquait de les briser si elles heurtaient le sol ; de plus, la morphologie d'un Quetzalcoaltus notamment ne lui permettait pas de battre des ailes vigoureusement plus de quelques secondes successives. Les ptérosaures se lançaient en vol en utilisant leurs membres antérieurs dans une position quadrupède similaire à celle des chauves-souris modernes, une méthode plus rapide et moins énergivore que le décollage en position bipède des oiseaux modernes,. Ayant besoin de vitesse pour quitter le sol, les grands ptérosaures devaient courir dans une descente, ce qui leur permettait dans un premier temps de planer, avant de s'élever dans les airs.
Les ptérosaures auraient disposé de sacs aériens dans leurs membranes alaires.

## Ailes des ptérosaures
Trois groupes de vertébrés sont aptes au vol, les ptérosaures, les oiseaux et les chauve-souris. L'aile du ptérosaure est assez semblable à celle de la chauve-souris : elle est constituée d'une membrane tendue sur les doigts de la "main", mais un seul doigt (le quatrième) soutient la membrane alaire chez le ptérosaure, au lieu des quatre doigts chez la chauve-souris. Les trois premiers doigts, griffus, servaient probablement à la préhension. A la grande membrane alaire s'en ajoutait une deuxième petite, tendue entre l'épaule et le poignet, qui limitait les turbulences pendant le vol. Les membranes étaient actionnées par les fibres musculaires qui les parcouraient Les ailes des ptérosaures n'avaient pas de plumes.
Les ailes du plus grand ptérosaure Quetzalcoaltus étaient longues, et étroites ; elles permettaient au Quetzalcoaltus de voler à une vitesse de croisière d'environ 58 km/h.

## Vol chez les vertébrés

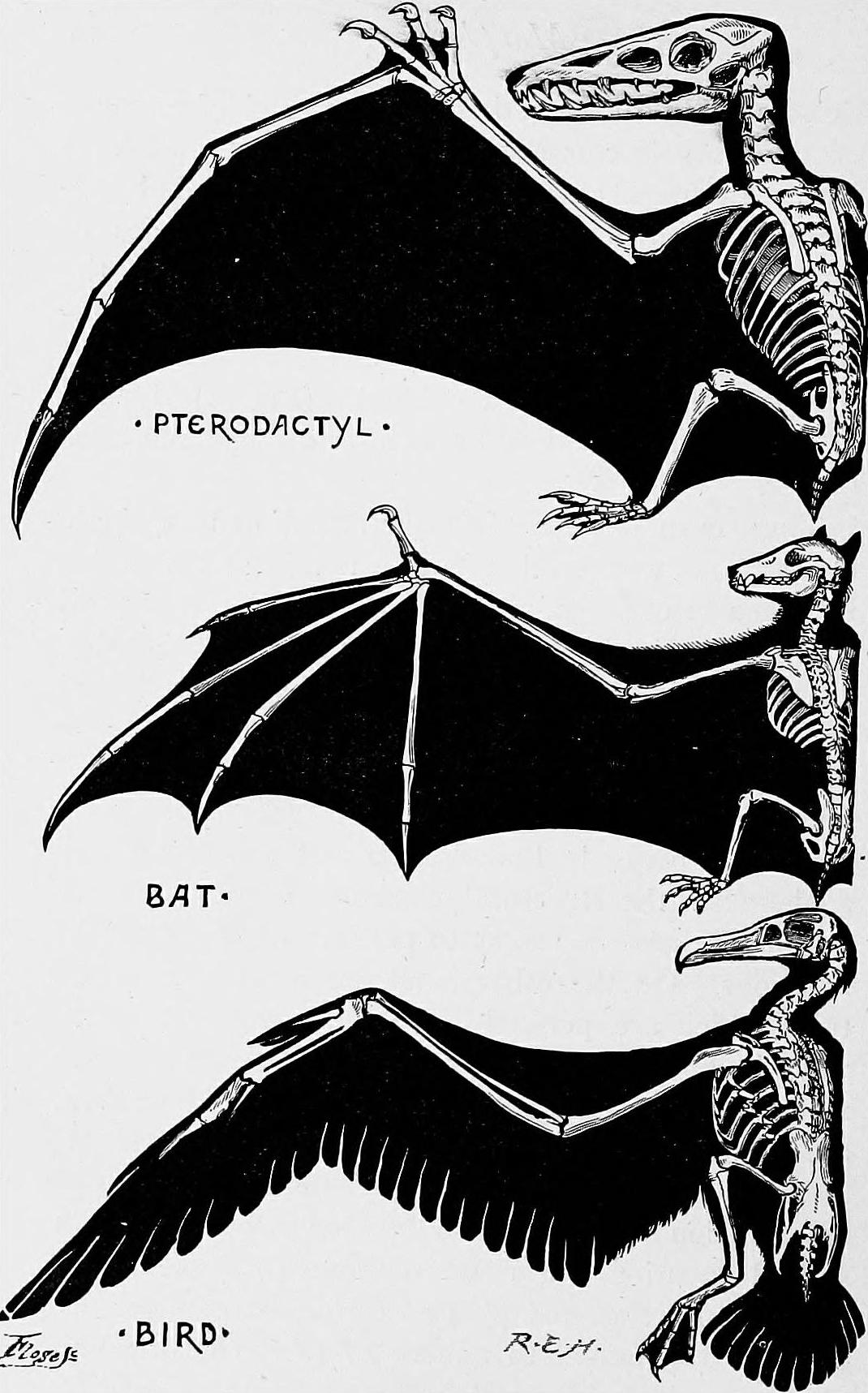
Ailes de :
1. Ptérosaure
2. Chauve-souris
3. Oiseau

### Convergence évolutive
L'aptitude au vol s'est développée de manière indépendante et selon des modes différents chez les ptérosaures, les oiseaux et les chauve-souris. Les biologistes parlent de convergence évolutive : les trois groupes n'ont pas hérité cette faculté d'un ancêtre commun. Les oiseaux utilisent leurs plumes pour voler ; initialement ces plumes recouvraient de petits dinosaures inaptes au vol, dont elle assurait probablement la régulation thermique Les chauve-souris ont une membrane alaire, mais elle est insérée autrement que chez les ptérosaures..

### Âge au premier envol
A la différence de l'ensemble des oiseaux modernes, qui ne sont capables de s'envoler que plusieurs semaines après leur naissance, les petits ptérosaures pouvaient voler seulement quelques heures après leur éclosion, comme le montre l'étude de fossiles d'œufs prêts à éclore et de très jeunes ptérosaures. « Une autre différence fondamentale entre les bébés ptérosaures et les bébés oiseaux ou chauves-souris est que les ptérosaures n'avaient aucun soin parental et qu'ils devaient se nourrir et se soigner dès la naissance », affirme le paléontologue David Unwin.

## Voir également
- Ptérosaure
- Vol (animal)
- Envergure
- Liste de familles des reptiles disparus : «Pterosauria, Sauropterygia, Ichthyosauria et Mosasauria»

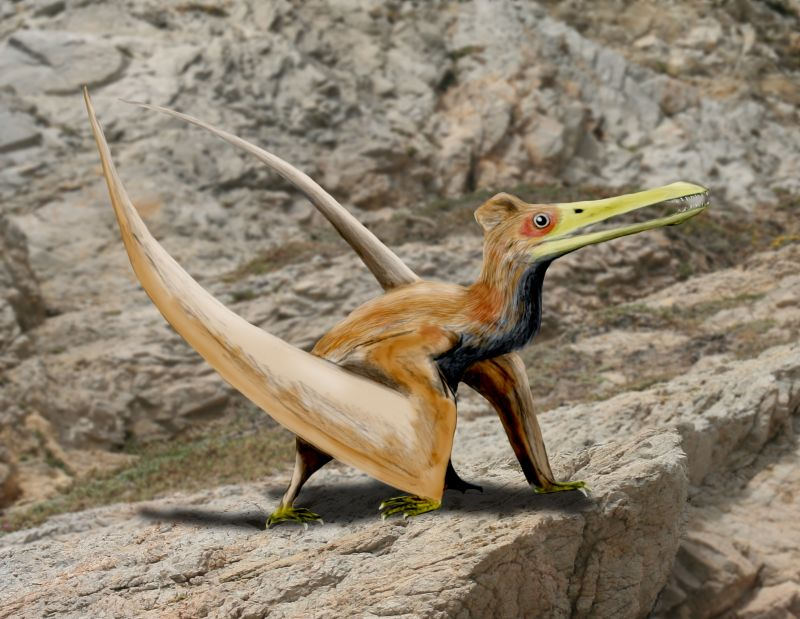
Reconstitution de Ningchengopterus liuae
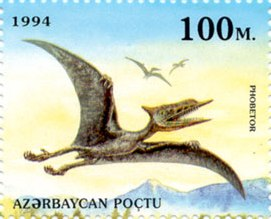
Timbre d'Azerbaijan, 1994-253
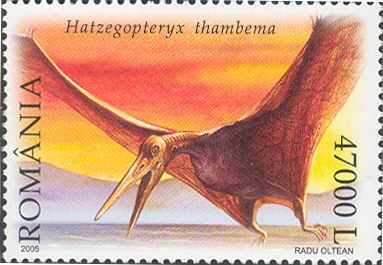
Timbre de Roumanie, 2005-014
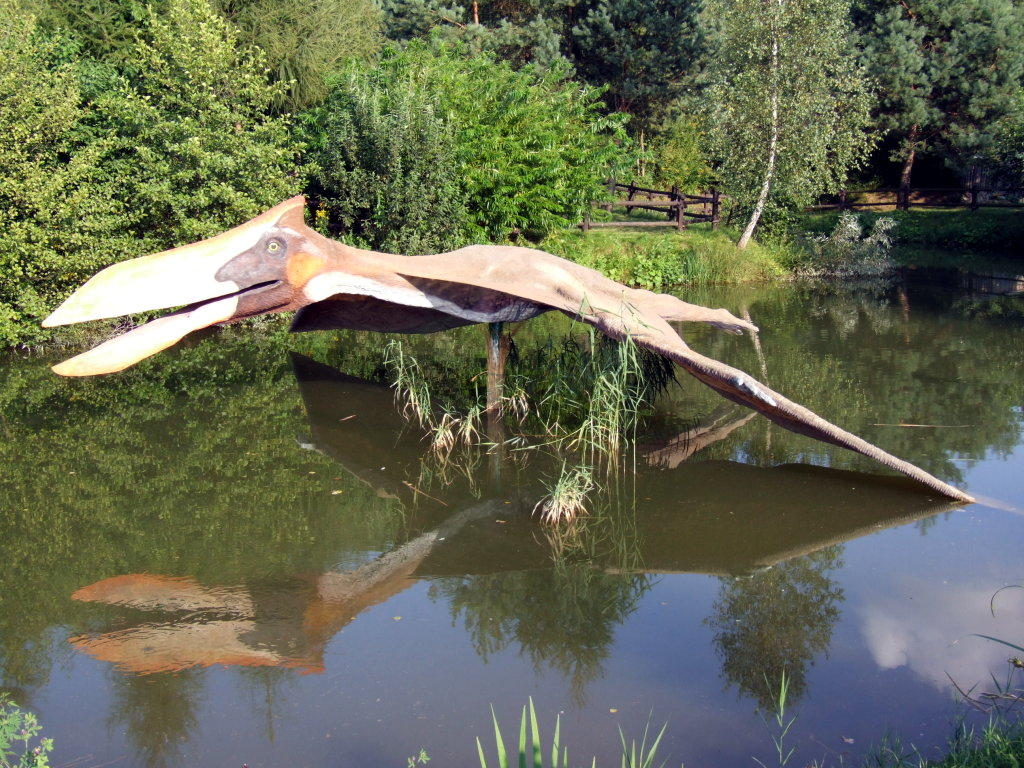
Modèle de Quetzalcoatlus northropi (Baltow JuraPark)